# Laires
Laires (Nederlands: Laren) is een gemeente in het Franse departement Pas-de-Calais (regio Hauts-de-France) en telt 297 inwoners (1999). De plaats maakt deel uit van het arrondissement Sint-Omaars.

## Naam
De plaatsnaam heeft een Oudnederlandse herkomst. De oudste vermelding is van 1101-1150 als Lares. Laar of Laren heeft als betekenis 'bosachtig, moerassig terrein'. De plaatsnaam is als zelfstandig toponiem gebruikt en de etymologische betekenis stemt overeen met die van diverse andere gelijknamige plaatsen in België, West-Duitsland, Frans-Vlaanderen en Nederland. De Franstalige naam van de plaats is hiervan een fonetische nabootsing.

## Geografie
De oppervlakte van Laires bedraagt 8,6 km², de bevolkingsdichtheid is 34,5 inwoners per km².
De onderstaande kaart toont de ligging van Laires met de belangrijkste infrastructuur en aangrenzende gemeenten.

## Demografie
Onderstaande figuur toont het verloop van het inwonertal (bron: INSEE-tellingen).